# Osmanlı Sosyalist Fırkası
Die Osmanische Sozialistische Partei, türkisch Osmanlı Sosyalist Fırkası, war eine sozialistische Partei im Osmanischen Reich, die sich auch Parti Socialiste de Turquie nannte.

## Osmanische Sozialistische Partei
In der freiheitlichen Atmosphäre der Jungtürkischen Revolution von 1908 konnten sich sozialistischen Ideen, die unter osmanischen Bulgaren, Griechen und Armeniern schon verbreitet waren, auch unter den Türken entwickeln. Die Osmanische Sozialistische Partei wurde im September 1910 von Hüseyin Hilmi gegründet, der seit Februar 1910 die sozialistische Zeitschrift İştirak veröffentlichte. Die Partei war eigentlich keine richtige politische Partei im heutigen Sinne, sondern vielmehr eine Intellektuellengruppe. Nachdem die Jungtürken gegen die Opposition strengere Maßnahmen ergriffen hatten, begann die Partei die Opposition zu unterstützen. Im September 1911 wurde in Paris eine Auslandsorganisation der Partei gegründet, die mit der internationalen Arbeiterbewegung Kontakte knüpfen sollte. Obwohl die Tätigkeiten dieser Gruppe nur begrenzt geblieben sind, gelang es Hüseyin Hilmi jedoch eine Korrespondenz mit Jean Jaurès. Aber die Partei konnte nicht an dem II. Internationale teilnehmen.
Nach dem Militärputsch der Jungtürken 1913, die die Opposition massiv unterdrückten, begann auch für die OSF schwierige Zeiten. Hüseyin Hilmi wurde im selben Jahr verhaftet und blieb bis 1918 entweder im Haft oder in der Verbannung. Dies war praktisch das Ende der Partei.

## Sozialistische Partei der Türkei
Nach dem Waffenstillstand von Mudros konnten die Jungtürken nicht mehr an der Macht bleiben. Daher gelang es Hüseyin Hilmi 1919 wieder nach Istanbul zurückzukehren. Er gründete dort die Partei ein weiteres Mal, diesmal unter dem Namen Sozialistische Partei der Türkei. Bis auf Hüseyin Hilmi waren jedoch alle wichtigen Kader der Partei neu. Die Partei hatte von Anfang an Kontakt mit der II. Internationale, bei deren Kongressen in Bern, Amsterdam und Genf sie auch vertreten war.
Obwohl die Gründung der Sozialistischen Arbeiter- und Bauernpartei der Türkei (Türkiye İşçi ve Çiftçi Sosyalist Fırkası), die der III. Internationale nahestand, dazu führte, dass viele Mitglieder die TSF verließen, leitete sie erfolgreich die große Streikwelle von 1920. In kurzer Zeit gewann die Partei, die eigentlich nur gewerkschaftliche Aktivitäten organisierte, eine große Popularität unter den Arbeitern. Andererseits nutzte Hüseyin Hilmi erfolgreich die Konflikte zwischen der britischen Besatzungskommandantur in Istanbul und den französischen Firmen. Daher konnte er auch die Unterstützung von britischen Behörden in Istanbul bekommen. Nachdem die Konflikte zwischen Franzosen und Engländern gemildert wurden und die Partei zu einer Gefahr für die internationalen Firmen wurde, verlor die TSF ihre Kraft. Die Firmen gründeten und unterstützten konkurrierende Arbeiterorganisationen wie Amele Siyanet Cemiyeti und zwangen die Arbeiter zur Mitgliedschaft bei diesen Organisationen. Die Zwangsmitgliedschaft war 1922 einer der wichtigsten Gründe der großen Niederlage des Streiks der Straßenbahnarbeiter. Nach dieser Niederlage wurde Hüseyin Hilmi verhaftet und die Partei wurde aufgelöst. Einige Nachfolgeparteien, wie die Sozialistische Partei der Arbeiter (Türkiye İşçi Sosyalist Fırkası) oder Unabhängige Sozialistische Partei (Müstakil Sosyalist Fırkası) konnten keinen Erfolg verzeichnen.
Die Sozialistische Partei der Türkei war fast nur in Istanbul organisiert. Sie wahrte Distanz zu den Kemalisten, die eine nationale Bewegung gegen die Besatzung Anatoliens leiteten, und zu den Kommunisten, die die Arbeiterorganisationen zu vereinigen versuchten. Die TSF war eher eine Gewerkschaft als eine politische Partei.